# Categorias da narrativa
Os textos literários narrativos podem encaixar-se em diferentes e diversas categorias, sendo elas:
- narrador;
- ação;
- personagens;
- tempo;
- espaço.

## Narrador
Presença
- Autodiegético - quando é personagem principal.
- Homodiegético - quando é personagem secundária.
- Heterodiegético - quando é uma personagem exterior à ação.

Ciência
- Omnisciente - quando sabe os pensamentos das personagens.
- Não omnisciente - quando desconhece os pensamentos das personagens.

Posição
- Subjectivo - quando apresenta comentários.
- Objectivo - quando narra a história sem dar a sua opinião.

Presença na ação
- Narrador presente ou participante - está presente na ação como personagem; no discurso usa pronomes, determinantes e formas verbais da 1ª pessoa gramatical (eu, nós, meu, nosso, encontrei, fiz).
- Narrador ausente ou não participante - não desempenha qualquer papel na ação, narrando os acontecimentos sem neles intervir; no discurso usa pronomes, determinantes e formas verbais da 3ª pessoa gramatical (ele, seus, eles, encontrou, fez).

## Acção
Relevo:
- Principal - É constituída pelos acontecimentos principais.
- Secundária - É constituída pelos acontecimentos menos relevantes.

Estrutura:
- Encadeamento - as sequências encontram-se ordenadas cronologicamente.
- Encaixe - uma sequência é encaixada dentro de outra.
- Alternância - várias sequências vão sendo narradas alternadamente.

Momentos:
- Situação inicial - introdução, onde se apresentam as personagens etc.
- Peripécias ou ponto culminante - desenrolar do enredo, conduzindo ao desenlace.
- Desenlace - conclusão.

Delimitação:
- Aberta - Quando não se conhece o desenlace da história
- Fechada - Quando Se Conhece O Desenlace ; Conhecendo-se o destino de todas as personagens.

1- narração - o narrador
2-discrição - o narrador
3-dialogo - as personagens

## Personagens
Relevo:
- Principal - papel preponderante, no qual é o centro da ação.
- Secundária - papel de menor relevo, auxiliando a personagem principal.
- Figurantes - não intervêm diretamente na ação, servem como uma "decoração".

Composição:
- Modelada ou redonda - comportamento altera-se ao longo da ação.
- Plana - mantém sempre o mesmo comportamento.
- Tipo - representa uma estrutura social ou um grupo.

Processo de caracterização:
- Direta -

1. autocaracterização - feita pela própria personagem.
2. heterocaracterização - feita pelo narrador ou outra personagem.

- Indireta - deduzida pelo leitor.

## Tempo
- Cronológico - sucessão cronológica dos acontecimentos
- Histórico - corresponde a época ou ao momento em que decorre a ação.
- Psicológico - tempo vivido pela personagem, de acordo com o seu estado de espirito.
- Do discurso - corresponde ao tempo em que a história é escrita.

## Espaço
- Físico - lugar onde se desenrola a ação.
- Social - meio ambiente onde a ação decorre.
- Psicológico - refere-se ao interior das personagens.

[[Categoria:Narratolog